# Résolution 110 du Conseil de sécurité des Nations unies
Membres permanents
- Chine (Taïwan)
- États-Unis
- France
- Royaume-Uni
- URSS

Membres non permanents
- Belgique
- Brésil
- Iran
- Nouvelle-Zélande
- Pérou
- Turquie

Résolution no 109 Résolution no 111
La résolution 110 du Conseil de sécurité des Nations unies est une résolution du Conseil de sécurité des Nations unies adoptée le 16 décembre 1955.
Cette résolution, la cinquième et dernière de l'année 1955, relative à la question d'une révision de la charte des Nations unies, approuve la résolution 992 (X) de l'assemblée générale dans laquelle elle a décidé qu'une conférence chargée de réviser la charte se réunira au moment opportun.  Elle précise que si cette conférence n'a pas eu lieu avant la dixième session de l'assemblée générale, elle pourra être décidée par le vote de la majorité de l'assemblée générale et 7 membres du conseil de sécurité.
La résolution a été adoptée par 9 voix pour, 1 contre avec 1 abstention.
La voix contre est celle de l'Union des républiques socialistes soviétiques.
L'abstention est celle de la France.

## Texte
- Résolution 110 sur fr.wikisource.org
- Résolution 110 sur en.wikisource.org